# Esther Acebo

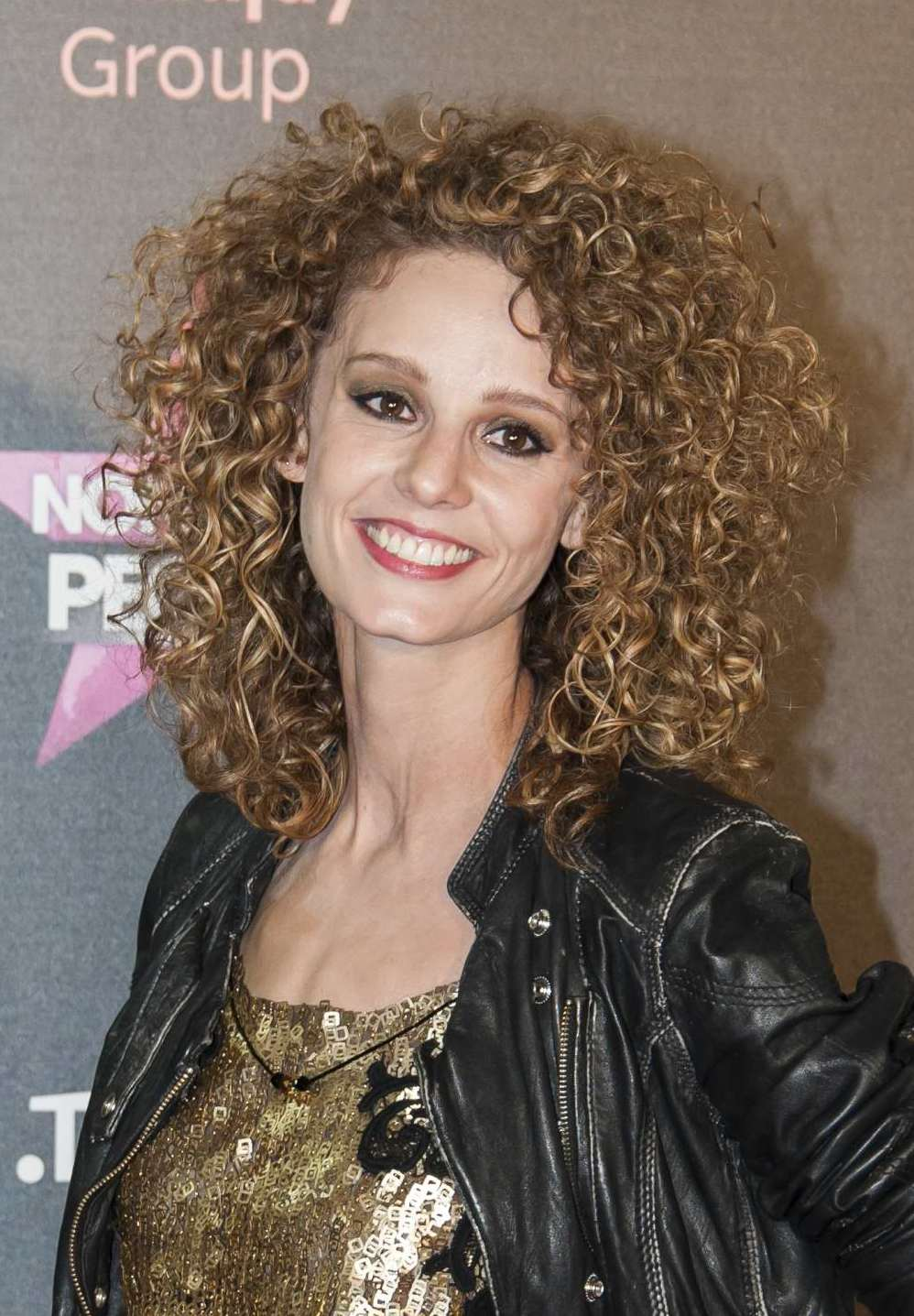
Esther Acebo (2015)

Esther Acebo (* 19. Januar 1983 in Madrid) ist eine spanische Schauspielerin, Moderatorin und Reporterin. Sie erlangte durch ihre Rollen in Haus des Geldes und Los encantados Bekanntheit.

## Leben
Acebo studierte Sport an der Universität von Castilla-La-Mancha und nahm regelmäßig Schauspielunterricht. Im Fernsehen präsentierte sie das Kinderprogramm Kosmi Club.
Seit 2010 trat sie in einigen Fernsehserien auf. Ihren Durchbruch als Schauspielerin erreichte Acebo 2017 in der Rolle der Mónica Gaztambide in der Fernsehserie Haus des Geldes (La Casa de Papel).

## Filmografie
- 2010: Madrid DF (Fernsehserie, 2 Folgen)
- 2016: Los encantados
- 2017–2021: Haus des Geldes (La Casa de Papel, Fernsehserie, 41 Folgen)[1]
- 2018: Hacerse mayor y otros problemas
- 2019: Antes de perder (Fernsehserie, 7 Folgen)
- 2022: No Muertos (Fernsehserie, Folge 2x01)
- 2022: Die Kreidelinie (Jaula)
- 2023: De perdidos a Río
- 2023: Operation Marea Negra (Operación Marea Negra, Fernsehserie, 5 Folgen)
- 2024: Normas para una página de sucesos